# Pavel Svoboda (Organist)

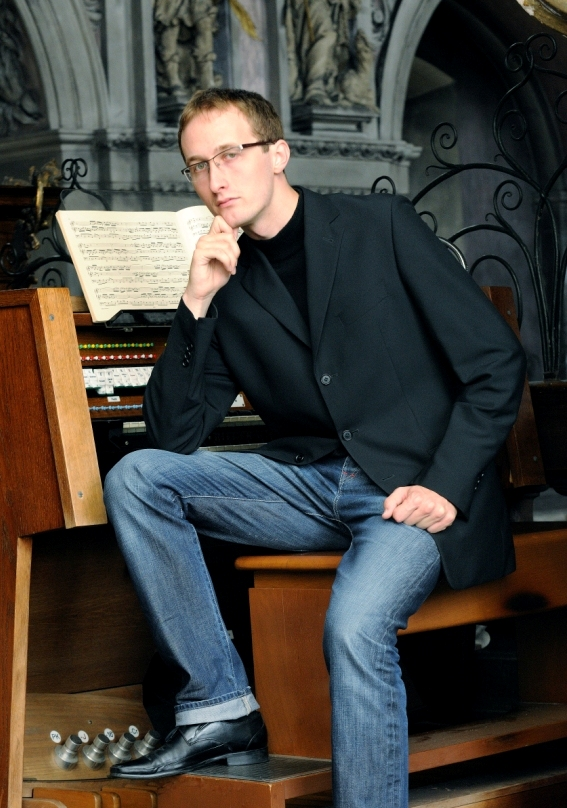
Pavel Svoboda

Pavel Svoboda (* 1987) ist ein tschechischer Organist, Cembalist und Dramaturg.

## Leben
Er erhielt eine Ausbildung von 1995 bis 2003 an der Musikschule der Stadt Dobruška und danach bis 2009 am Staatlichen Konservatorium in Pardubice bei Václav Rabas. 2008 belegte er einen Kurs an der Akademie der musischen Künste in Prag  bei Jaroslav Tůma und an der Universität der Künste in Berlin bei Leo van Doeselaar. Svoboda nahm an Meisterkursen von Martin Sander, Susan Landale, Reitze Smits, Kamila Klugarová und Petr Rajnoha teil. Er arbeitet aktuell (2015) an einer Dissertation im Promotionsstudium an der Akademie der musischen Künste in Prag bei Jaroslav Tůma.
- 2004 erhielt er beim Internationalen Orgelwettbewerb Opava einen 1. Preis und einen Preis der Stiftung „Tschechischer Musikfond“.
- 2007 bekam Svoboda beim Internationalen Orgelwettbewerb Brno den 1. Preis und Titul Laureat.
- 2008 erhielt er den 2. Preis beim Internationalen Orgelwettbewerb „Petr Eben“.
- 2013 erhielt er den 3. Preis beim Internationalen Orgelwettbewerb Korschenbroich.
- 2013 Laureat beim Internationalen Musikwettbewerb Prager Frühling.

Er ist Organist und Cembalist im Ensemble Barocco sempre giovane, mit denen er schon hunderte Konzerte gegeben hat (auch bei den Prager Frühling (Festival)). Er nimmt für den Rundfunk auf und ist als Dramaturg und Mitveranstalter verschiedener klassischer Musikfestivals tätig.